# Matthew Lees

a Compétitions nationales et continentales officielles uniquement.

b Matchs officiels uniquement.
Matthew Lees, né le 4 février 1998, est un joueur de rugby à XIII anglais évoluant au poste de pilier dans les années 2010 et 2020. Il fait ses débuts professionnels avec St Helens en 2017 et y remporte à deux reprises la Super League en 2019 et 2020.

## Palmarès
- Collectif :
  - Vainqueur de la Super League : 2019[1], 2020, 2021 et 2022 (St Helens).
  - Vainqueur de la Challenge Cup : 2021 (St Helens).
  - Finaliste de la Challenge Cup : 2019[1] (St Helens).

## En club

### Statistiques
| Saison | Club           | Compétition  | Matchs | Points | Essais | Goals | Drops |
| ------ | -------------- | ------------ | ------ | ------ | ------ | ----- | ----- |
| 2017   | St Helens RLFC | Super League | 1      | -      | -      | -     | -     |
| 2018   | St Helens RLFC | Super League | 18     | 4      | 1      | -     | -     |
| 2019   | St Helens RLFC | Super League | 23     | 4      | 1      | -     | -     |
| 2020   | St Helens RLFC | Super League | 18     | -      | -      | -     | -     |
| 2021   | St Helens RLFC | Super League | 15     | -      | -      | -     | -     |
| 2022   | St Helens RLFC | Super League | -      | -      | -      | -     | -     |